# Saison 2 de Las Vegas
Chronologie
Saison 1 Saison 3
Cet article présente le guide des épisodes de la deuxième saison de la série télévisée Las Vegas.

## Distribution

### Acteurs principaux
- James Caan (VF : Georges Claisse) : Edward Melvin « Big Ed » Deline
- Josh Duhamel (VF : Alexis Victor) : Danny McCoy
- James Lesure (VF : Christophe Peyroux) : Mike Cannon
- Vanessa Marcil (VF : Dominique Westberg) : Samantha « Sam » Jane Marquez
- Molly Sims (VF : Caroline Delauney) : Délinda Deline
- Nikki Cox (VF : Dominique Léandri) : Mary O'Connell
- Marsha Thomason (VF : Olivia Dalric) : Nessa Holt

### Acteurs récurrents
- Mitch Longley (en) (VF: Frédéric Darie puis Gérard Chergui) : Mitch Sassen
- Guy Ecker (VF : Tony Joudrier) : Luis Perez
- Cheryl Ladd (VF : Céline Monsarrat) : Jillian Deline
- Harry Groener (VF : Jean-Claude Montalban) : Gunther
- Dean Cain (VF : Emmanuel Curtil) : Casey Manning
- Sandrine Holt (VF : Anneliese Fromont) : Détective Jenny Cho

## Épisode 1:Retour de l'enfer
- Eric Dane

## Épisode 2:Arrête-la si tu peux
- Jon Lovitz

## Épisode 4:Homards à l'Américaine
- Michael Bublé
- Geoff Stults

## Épisode 5:Une bonne dose de malchance
- Clint Black
- George Hamilton
- Kelsey Oldershaw

- Le titre original est fait référence au 3e morceau du 4e album de Clint Black, A Good Run of Bad Luck (en)
- L’épisode renvoie directement aux évènements de Traquée

## Épisode 6:Nouvelles du passé
- Dave Mirra
- Bradley Snedeker
- Samantha Elkin
- Michael Kopelow
- Josh Hammond

## Épisode 7:Championnat au Montecito
- Lindsay Price
- Black Eyed Peas
- Judie Aronson

## Épisode 8:Preuve à Vegas
- Jill Hennessy
- Jerry O'Connell
- Snoop Dogg

- Cet épisode est un cross-over entre la série Las Vegas et la série Preuve à l'appui (saison 4, épisode 7).
- On peut remarquer une erreur, quand Jillian fait allusion à la chambre d’hôtel miteux dans lequel elle et Ed ont séjourné dans Devoirs de vacances, Delinda dit l'Italie alors que ses parents devaient se rendre à Hawaii.

## Épisode 9:Une exposition à haut risque
- Alec Baldwin
- Michael Rooker
- Andrew Bowen
- Ed McMahon
- Joanna Krupa

- C’est le second passage d’Alec Baldwin dans la série après Sous haute surveillance.
- Ed Deline fait un clin d’œil au Parrain en récitant le fameux conseil de Don Vito de Corleone à Michael : « Tu dois prendre soin de tes amis, et de tes ennemis plus encore ». (la version du film est comme suit: « Garde tes amis près de toi, et tes ennemis plus près encore. »)

## Épisode 10:Comme un écho du passé
- The Polyphonic Spree

## Épisode 11:Blanchiment d'argent
- Paul Adelstein
- Ivana Milicevic
- John Eric Bentley
- Michael Lowry
- Stephanie Chao

## Épisode 12:Course contre la montre
- Sylvester Stallone
- Duran Duran
- Leigh-Allyn Baker
- Michael Cudlitz

## Épisode 13:Un mystérieux suicide
- Bree Turner
- Jenna Gering
- Sharon Leal
- Maurice Godin

## Épisode 14:La Vengeance faite femme
- Alicia Coppola
- Rikki Klieman
- Paul Anka
- Francine York
- Warren Munson

- Le titre original fait référence à une expression de jeu « The Dice Is Cast », qui se traduit par  « Les Dés Sont Jetés ».

## Épisode 15:La Chasse aux as
- Jay Mohr
- Christopher Wiehl
- Noa Tishby

## Épisode 16:Vis leurs vies
- Daniella Deutscher
- Oscar Goodman
- Lochlyn Munro

## Épisode 17:Bonne St-Valentin
- Dean Cain
- Suzanne Ford
- Staci B. Flood
- The Pussycat Dolls

## Épisode 18:Le Réparateur
- Sylvester Stallone
- Leyna Nguyen
- Bradley Stryker
- Joe Rogan
- Yorgo Constantine

## Épisode 19:Le Tout pour le tout
- Steven Eckholdt
- Jere Burns
- Greg Osbourne
- Stephanie Chao
- Jessica Chaffin
- Vincent Guastaferro
- Therese McLaughlin
- Casey Weiant

## Épisode 20:Conseils amoureux
- Philippe Bergeron
- Ann Walker
- Bobbi Jo Lathan
- Don Knotts
- Bryan Okes Fuller
- Heather Stephens
- Robert Farrior : Grant Potter
- Tony Orlando (en)

## Épisode 21:Chasse à la taupe
- James McDaniel
- Ken Weiler
- Matthew Glave
- Victor Webster
- Oliver Muirhead
- Wolf Muser

## Épisode 22:Affaire classée?
- Bailey Chase
- Iva Franks
- Sandrine Holt
- Dave Foley
- Kelly Hawthorne
- Joseph Bertot

## Épisode 23:Un tour de magie
- Titre original : Magic Carpet Fred

- Jon Lovitz
- Ashanti
- Suzanne Whang
- Curtis Armstrong

## Épisode 24:Ed dans tous ses états
- Gladys Knight
- John Elway
- Bon Jovi
- Maria McCann

Le titre français peut faire référence au film Harry dans tous ses états.